# Bakterie kwasowe

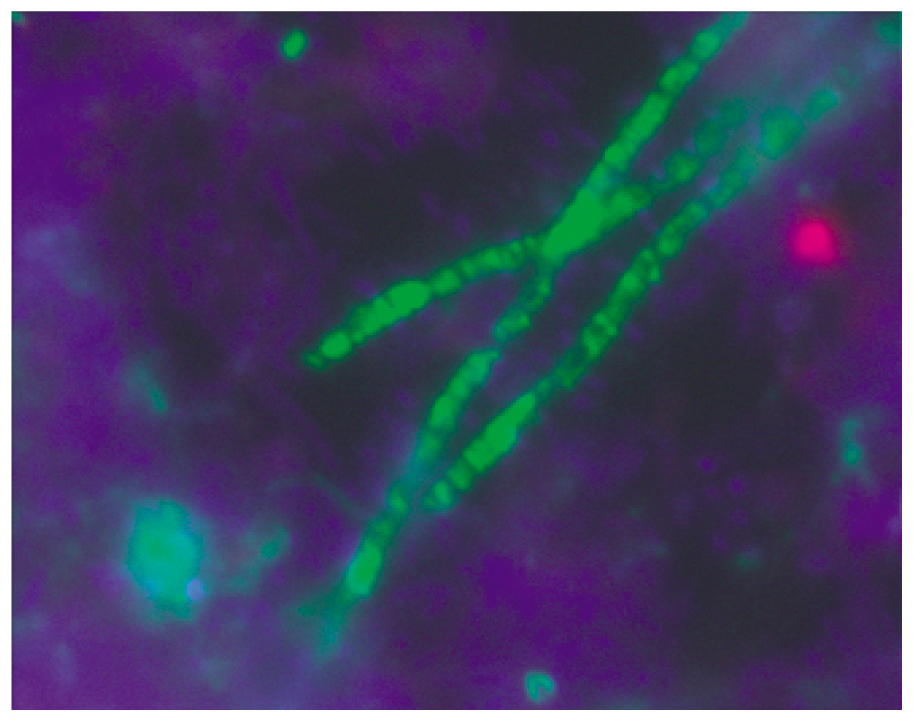
Jeden z trzech znanych w 2001 roku szczepów bakterii kwasowych oznaczony fluorescencyjnymi molekułami, podówczas znany po prostu jako Acidobacterium.

Bakterie kwasowe – bakterie będące ekstremofilami preferującymi środowiska o niskim pH (acydofile). Występują w środowiskach o zakresie pH 1-5,5, jednak najczęściej są spotykane w środowiskach o pH poniżej 3. Występują i w naturalnych środowiskach, i w miejscach zanieczyszczonych przez działalność człowieka, najczęściej są to zbiorniki wodne o dużym stężeniu siarki bądź żelaza.
Produkcja pierwotna w takich ekosystemach jest tworzona przez chemolitoautotrofy, poprzez utlenianie związków żelaza bądź siarki. Bakterie żyjące w środowisku kwaśnym o wyższej temperaturze najczęściej są gram dodatnie, a w niżej gram ujemne. Bakterie kwasowe są w stanie przetrwać w tak niekorzystnych warunkach dzięki dwóm sposobom. Pierwszym z nich jest ściana komórkowa niepozwalająca na przepływ jonów H+ dzięki czteroeterowym lipidom. Drugi sposób to białkowa pompa protonowa usuwająca nadmiar jonów H+ ze środowiska wewnętrznego, co z kolei utrzymuje neutralne pH organizmu.